# ال‌جی وی‌ایکس ۹۷۰۰
ال‌جی وی‌ایکس ۹۷۰۰ (به انگلیسی: LG Dare (VX9700))، یک‌نمونه از گوشی‌های تلفن همراه سری وریزون مدل‌های سی‌دی‌ام‌آ (به انگلیسی: Verizon CDMA Models (VX)) شرکت ال‌جی الکترونیکس می‌باشد که توسط همین شرکت به بازار عرضه شده‌است.